# Barranca de Upía (ort)
Barranca de Upía är en ort i Colombia.   Den ligger i departementet Meta, i den centrala delen av landet, 120 km öster om huvudstaden Bogotá. Barranca de Upía ligger 236 meter över havet och antalet invånare är 1 177.
Terrängen runt Barranca de Upía är huvudsakligen platt, men norrut är den kuperad. Runt Barranca de Upía är det ganska glesbefolkat, med 24 invånare per kvadratkilometer. Barranca de Upía är det största samhället i trakten. Omgivningarna runt Barranca de Upía är huvudsakligen savann.